# Pinchas Steinberg
Pour les articles homonymes, voir Steinberg.
Pinchas Steinberg (né le 12 février 1945 à New York) est un chef d'orchestre israélien.

## Carrière
Il étudie d'abord le violon à New York avec Joseph Gingold et Jascha Heifetz, puis il aborde la composition à Berlin avec entre autres Boris Blacher. Il débute comme chef d'orchestre en 1974 à Berlin avec le Deutsches Symphonie-Orchester Berlin (RIAS). De 1985 à 1989, il est directeur musical de l'Orchestre philharmonique de Brême (de). Il est régulièrement chef d'orchestre invité à l'Opéra de Vienne de 1986 à 1993. Il dirige l'Orchestre symphonique de la radio de Vienne de 1989 à 1996, et l'Orchestre de la Suisse romande de 2002 à 2005.